# Sable Island

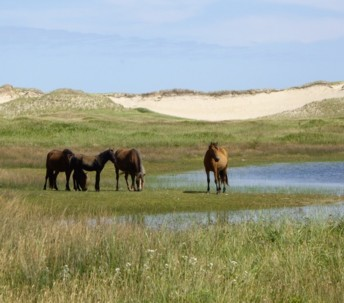
Alcuni cavalli selvatici dell'isola.

Sable Island (in francese île de Sable) è una piccola isola canadese situata 160 km a sud-est della Nuova Scozia e dipendente dalla municipalità di Halifax.
Tutta l'isola è un parco nazionale dal 2011 e, oltre a essere un rifugio per molte specie di uccelli, su di essa vive il cavallo di Sable Island, un tipo di cavallo inselvatichito.

## Geografia
Sable Island è una sottile striscia di sabbia con un'area di circa 34 km², una lunghezza di 43,15 km e una larghezza massima di appena 1,21 km. Il suo punto più elevato è a circa 30 metri sopra il livello del mare. Le frequenti piogge e nebbie che colpiscono quest'isola hanno portato nel tempo a 350 naufragi di imbarcazioni, al punto da farle guadagnare il soprannome di "cimitero dell'Atlantico". La terraferma, nello specifico la regione della Nuova Scozia, si trova a 160 km da Sable Island.
Formatasi da una morena terminale verso la fine dell'era glaciale, si sta lentamente muovendo verso oriente: le potenti onde oceaniche infatti erodono le coste a ovest, mentre i venti aggiungono nuova sabbia sulle coste a est.
L'isola ha numerose pozze d'acqua naturale nella zona meridionale e qui, in passato, era anche presente un lago di acqua salmastra chiamato Lake Wallace. Con il passare del tempo il lago si è sempre più ridotto e riempito di sabbia, fino a sparire nel 2011.

## Clima
Sable Island ha un clima oceanico fortemente influenzato dal mare. Le temperature medie invernali si avvicinano allo zero mentre i mesi estivi hanno temperature massime di circa 20 °C. Solitamente febbraio è il mese più freddo e agosto è quello più caldo.
Sull'isola piovono in media ogni anno 1.372 millimetri d'acqua distribuiti in maniera abbastanza equa in tutte le stagioni, anche se ottobre e gennaio sono i due mesi più umidi. Le precipitazioni provengono in gran parte da tempeste e dai cicloni tropicali, ma i temporali sono piuttosto rari.
La nebbia è invece presente con molta frequenza, soprattutto in estate, a causa del contrasto tra la fredda corrente del Labrador e la più calda corrente del Golfo. In media ci sono 127 giorni all'anno con almeno 1 ora di foschia e ciò fa di Sable Island la zona più nebbiosa delle province marittime canadesi.
In inverno Sable Island ha le temperature più miti di tutto il Canada ad eccezione della costa pacifica, grazie all'influsso della corrente del Golfo. Tuttavia le estati sono le più fresche di tutto il Canada meridionale. Si tratta anche della regione canadese più esposta agli uragani.

## Flora e fauna
Sable Island deve il suo nome alla parola francese sable che significa sabbia. Non presenta alberi sulla sua superficie, che è però in parte ricoperta da bassa vegetazione. Nel 1901, il Governo federale canadese piantò sull'isola oltre 80.000 alberi nel tentativo di stabilizzare il suolo, ma morirono tutti. Tentativi successivi permisero la crescita di un unico esemplare di pino scozzese, che però non si è molto sviluppato in altezza. Questo pino viene decorato a dicembre di ogni anno per le festività natalizie dallo staff di Parks Canada che vive sull'isola.
Un report del 2016 ha calcolato che Sable Island ospita oltre 550 cavalli allo stato brado preservati da ogni contatto con gli esseri umani. Questa popolazione equina probabilmente discende dai cavalli confiscati agli Acadiani durante la Grande deportazione e qui lasciati dal commerciante di Boston Thomas Hancock, zio del politico John Hancock. In passato i cavalli in eccesso venivano catturati e portati via dall'isola per essere rivenduti. Nel 1960, il Governo canadese diede per legge a questi cavalli una protezione totale per impedirne la cattura, nonostante molti biologi li ritenessero - e li ritengano ancora - dannosi per l'ecosistema dell'isola.
Altre specie animali presenti su Sable Island sono le foche comuni e le foche grigie, che abitano le coste e sono talvolta preda di squali che popolano le acque circostanti, in particolare dello squalo della Groenlandia.
Numerose specie di uccelli nidificano sull'isola, come ad esempio la sterna artica e il passero di Ipswich, che vive solo qui. In passato anche conigli, mucche e capre vennero introdotte sull'isola, ma con scarso successo, mentre una popolazione di trichechi è stata portata all'estinzione dall'attività dei cacciatori.

## Il parco nazionale
Il 17 ottobre 2011, il governo della Nuova Scozia si accordò con il governo federale per trasformare l'isola in un parco nazionale. Questa decisione comportò che l'isola e le acque fino a un miglio nautico (1,9km) dalla costa non potessero più essere perforate per ricavare gas naturale. Sable Island è diventata ufficialmente un parco nazionale il 20 giugno 2013.

## Strutture
Sull'isola è presente una sola struttura permanente gestita dal personale di Parks Canada. I rifornimenti giungono sull'isola due volte al mese a bordo di un piccolo aereo modello Britten-Norman Islander gestito dalla compagnia Sable Aviation. Anche se l'isola dispone di un eliporto, non ci sono piste d'atterraggio fisse per aerei, che atterrano quindi su una spiaggia sulla costa meridionale, in un'area designata come Sable Island Aerodrome.